# Feto
Il feto è uno stadio dello sviluppo prenatale degli organismi vivipari già dotato delle forme e delle caratteristiche della relativa specie. Il feto, diversamente dall'embrione, non subisce particolari modificazioni negli organi, ma questi maturano strutturalmente e funzionalmente fino al parto.
Il passaggio da embrione a feto nella specie umana avviene intorno al 60º-70º giorno dal concepimento. Il feto può anche avere malattie formatesi prima della nascita, chiamate malformazioni.

## Sviluppo

### Settimane da 9 a 16

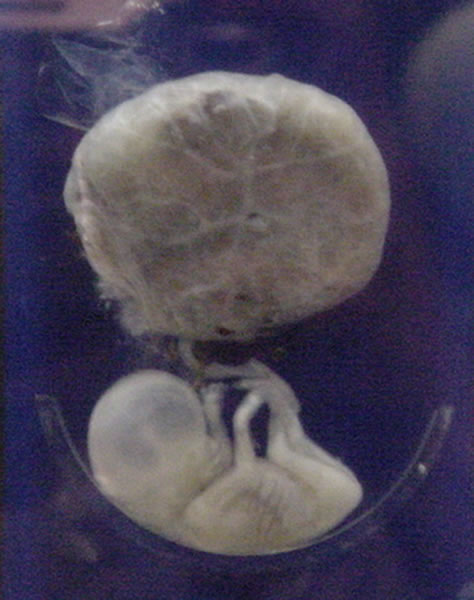
Un feto umano, attaccato alla placenta, a tre mesi di gestazione.

Nell'uomo, lo stadio fetale inizia all'inizio della nona settimana di età concezionale o dell'undicesima settimana di età gestazionale. All'inizio della fase fetale, il feto ha una lunghezza di circa 30 millimetri e pesa circa 8 grammi. La testa costituisce quasi metà delle sue dimensioni. I movimenti respiratori del feto sono necessari per la stimolazione dello sviluppo del polmone, piuttosto che per ottenere ossigeno. Il cuore, le mani, i piedi, il cervello e altri organi sono presenti, ma sono solo all'inizio dello sviluppo e hanno un funzionamento minimo. Durante la nona settimana, i genitali del feto iniziano a formarsi e la placenta diventa pienamente funzionale.
A questo punto dello sviluppo, si verificano movimenti e contrazioni incontrollate quando i muscoli e il cervello iniziano a svilupparsi.

### Settimane da 17 a 25
Di solito una donna che resta incinta per la prima volta sente i movimenti fetali a circa 21 settimane, mentre una donna che ha già dato alla luce un bambino di solito sentirà movimenti a 20 settimane. Entro la fine del quinto mese, il feto è lungo circa 20 cm.

### Settimane da 26 a 38
La quantità di grasso corporeo aumenta rapidamente. I polmoni non sono completamente maturi. Si formano le connessioni cerebrali talamiche, che mediano gli input sensoriali. Le ossa sono completamente sviluppate, ma sono ancora morbide e flessibili. Ferro, calcio e fosforo diventano più abbondanti. Le unghie raggiungono la punta delle dita. La lanugine inizia a scomparire, tranne sulla parte superiore delle braccia e delle spalle. Piccole mammelle sono presenti su entrambi i sessi. I capelli diventano più spessi. La nascita è imminente e si verifica intorno alla 38ª settimana dopo la fecondazione. Il feto è considerato formato tra le settimane 36 e 40, quando è sufficientemente sviluppato per la vita al di fuori dell'utero. Una volta nato può essere lungo da 48 a 53 cm. Alla nascita il controllo del movimento è limitato: i movimenti intenzionali volontari si sviluppano fino alla pubertà.

## Variabilità
La crescita dei feti umani presenta ampia variabilità. Quando la dimensione del feto è inferiore al previsto, si parla di una condizione nota come ritardo di crescita intrauterino (IUGR); i fattori che influenzano la crescita fetale possono essere materni, placentari o fetali.
- I fattori materni includono il peso, l'indice di massa corporea, lo stato nutrizionale, lo stress emotivo, l'esposizione a tossine (compresi tabacco, alcool, eroina, farmaci) e il flusso di sangue uterino.
- I fattori placentari includono dimensioni, microstruttura (densità e architettura), flusso sanguigno ombelicale, trasportatori e leganti delle proteine, utilizzo dei nutrienti e produzione di nutrienti.
- I fattori fetali includono il genoma del feto, la produzione di nutrienti e la produzione di ormoni. Inoltre, i feti femmine tendono a pesare meno dei maschi, a termine pieno.[12]

La crescita fetale è spesso classificata come segue: piccola per età gestazionale (SGA), appropriata per età gestazionale (AGA), e grande per età gestazionale (LGA). L'SGA può causare basso peso alla nascita, conseguenza che può essere causata anche da un parto prematuro. Il basso peso alla nascita aumenta il rischio di mortalità perinatale (morte poco dopo la nascita), asfissia, ipotermia, policitemia, ipocalcemia, disfunzioni immunitarie, anomalie neurologiche e altri problemi di salute a lungo termine. L'SGA può essere associata a un ritardo della crescita, oppure può essere associata a un arresto della crescita assoluto.

## Viabilità fetale
La viabilità fetale si riferisce al punto dello sviluppo fetale in cui il feto può sopravvivere al di fuori dell'utero. Il limite inferiore di vitalità è di circa 22-24 settimane di età gestazionale.
Non esiste un netto limite di sviluppo, età o peso a cui un feto diventa automaticamente vitale. Secondo dati del 2003-05, i tassi di sopravvivenza sono del 20-35% per i bambini nati a 23 settimane di gestazione; 50-70% a 24-25 settimane e maggiori del 90% a 26-27 settimane e oltre. È raro che un bambino di peso inferiore a 0,50 kg sopravviva. Quando nascono neonati prematuri, le cause principali di mortalità sono dovute al fatto che il sistema respiratorio e il sistema nervoso centrale non sono completamente sviluppati. Se viene fornita assistenza postnatale adeguata, alcuni neonati pretermine che pesano meno di 0,50 kg possono sopravvivere e vengono chiamati neonati immaturi. La nascita pretermine è la causa più comune di mortalità infantile e causa quasi il 30% delle morti neonatali. Con un tasso di incidenza del 5% -18% fra tutte le nascite, è anche più comune della nascita post-termine, che si verifica nel 3% -12% delle gravidanze.

## Sistema circolatorio

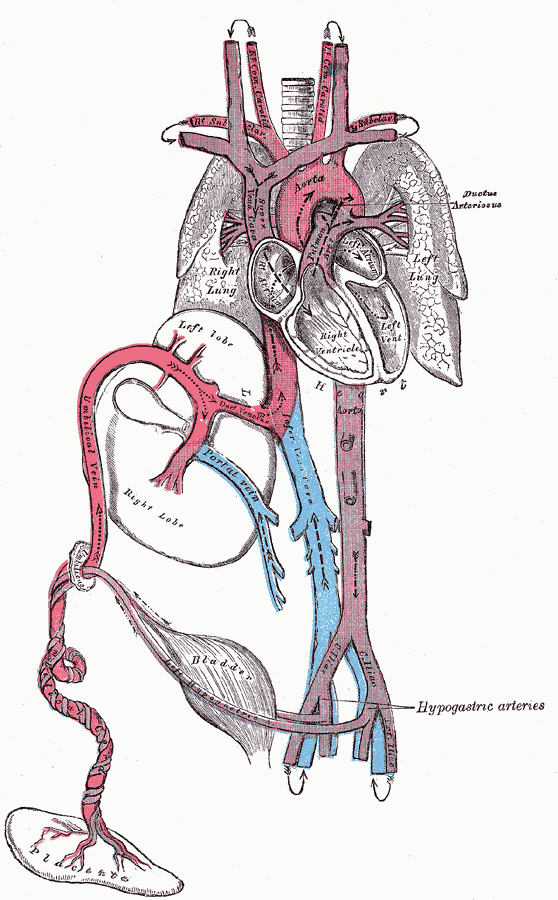
Circolazione fetale

### Prima della nascita
Il cuore e i vasi sanguigni del sistema circolatorio, si formano relativamente presto durante lo sviluppo embrionale, ma continuano a svilupparsi in complessità nel feto. Un sistema circolatorio funzionale è una necessità biologica, poiché i tessuti dei mammiferi non possono far crescere più di pochi strati di cellule spesse senza un apporto di sangue attivo. La circolazione prenatale del sangue è diversa dalla circolazione postnatale, principalmente perché i polmoni non sono ancora in uso. Il feto ottiene ossigeno e sostanze nutritive dalla madre attraverso la placenta e il cordone ombelicale.
Il sangue dalla placenta viene trasportato al feto dalla vena ombelicale. Circa la metà di questo entra nel dotto venoso fetale e viene trasportato nella vena cava inferiore, mentre l'altra metà entra nel fegato proprio dal margine inferiore. Il ramo della vena ombelicale che rifornisce il lobo destro del fegato si unisce prima con la vena porta. Il sangue quindi si sposta nell'atrio destro del cuore. Nel feto, c'è un'apertura tra l'atrio destro e sinistro (il forame ovale) e la maggior parte del sangue scorre da destra verso l'atrio sinistro, bypassando così la circolazione polmonare. La maggior parte del flusso sanguigno arriva nel ventricolo sinistro da dove viene pompato attraverso l'aorta nel corpo. Parte del sangue si muove dall'aorta attraverso le arterie iliache interne fino alle arterie ombelicali e rientra nella placenta, dove il biossido di carbonio e altri prodotti di scarto del feto vengono assorbiti ed entrano nella circolazione della madre.
Parte del sangue proveniente dall'atrio destro non entra nell'atrio sinistro, ma entra nel ventricolo destro e viene pompato nell'arteria polmonare. Nel feto esiste una connessione speciale tra l'arteria polmonare e l'aorta, chiamata dotto arterioso, che dirige la maggior parte di questo sangue lontano dai polmoni (che non vengono utilizzati per la respirazione poiché il feto è sospeso nel liquido amniotico).

### Sviluppo postnatale
Dopo la nascita, con il primo respiro, il sistema cambia improvvisamente. La resistenza polmonare viene ridotta drasticamente, spingendo più sangue a entrare nelle arterie polmonari dall'atrio destro e il ventricolo e non a fluire attraverso il forame ovale nell'atrio sinistro. Il sangue dei polmoni viaggia attraverso le vene polmonari verso l'atrio sinistro, producendo un aumento di pressione che fa chiudere il forame ovale, completando la separazione del sistema circolatorio. Successivamente, il forame ovale viene detto fossa ovalis. Il dotto arterioso normalmente si chiude entro uno o due giorni dalla nascita, lasciando il legamento arterioso, mentre la vena ombelicale e il dotto venoso di solito si chiudono due o cinque giorni dopo la nascita, lasciando rispettivamente il legamento rotondo e il legamento venoso.

## Problemi di sviluppo
Un feto in via di sviluppo è altamente suscettibile alle anomalie nella crescita e nel metabolismo, aumentando il rischio di malattie congenite. Un fattore importante è lo stile di vita durante la gravidanza. La dieta è importante nelle prime fasi di sviluppo. Gli studi dimostrano che l'integrazione della dieta con acido folico riduce il rischio di spina bifida e altri difetti del tubo neurale. Anche saltare la colazione può portare a periodi prolungati di scarsità di nutrienti nel sangue materno, portando ad un alto rischio di prematurità o difetti congeniti. Il consumo di alcol può aumentare il rischio di sviluppare la sindrome alcolica fetale, una condizione che porta alla disabilità intellettiva in alcuni neonati. Fumare durante la gravidanza può portare ad aborti e basso peso alla nascita. Il basso peso alla nascita è fonte di preoccupazione per i medici, a causa della tendenza di questi bambini ad avere problemi medici secondari.
I raggi X sono noti per avere possibili effetti avversi sullo sviluppo fetale, ma devono essere considerati in rapporto agli eventuali benefici.
Alcune ricerche mostrano che gli ultrasuoni possono avere effetti sul peso alla nascita e sul neurosviluppo. Una preoccupazione particolare è il possibile collegamento tra l'uso diffuso di ultrasuoni fetali e l'enorme aumento del numero di casi di autismo.
I disturbi congeniti vengono acquisiti prima della nascita. I neonati con determinati difetti cardiaci congeniti possono sopravvivere solo fino a quando il dotto rimane aperto: in tali casi la chiusura del dotto può essere ritardata dalla somministrazione di prostaglandine per consentire la correzione chirurgica delle anomalie. Viceversa, nei casi di dotto arterioso patologico, in cui il dotto non si chiude correttamente, i farmaci che inibiscono la sintesi delle prostaglandine possono essere utilizzati per incoraggiare la sua chiusura, in modo che possa essere evitata la chirurgia.
Altri difetti congeniti del cuore includono difetti del setto ventricolare, atresia polmonare e tetralogia di Fallot.

## Dolore fetale
L'esistenza del dolore fetale e le sue implicazioni sono dibattute politicamente e accademicamente. Secondo le conclusioni di una revisione pubblicata nel 2005, "Le prove relative alla capacità del dolore fetale sono limitate, ma indicano che la percezione fetale del dolore è improbabile prima del terzo trimestre". Tuttavia, i neurobiologi dello sviluppo sostengono che l'istituzione di connessioni talamocorticali (a circa 24 settimane) è un evento essenziale per quanto riguarda la percezione fetale del dolore. La percezione del dolore coinvolge fattori sensoriali, emotivi e cognitivi ed è impossibile conoscere quando si sperimenta il dolore, anche se è noto quando si stabiliscono le connessioni talamocorticali. Alcuni autori sostengono che il dolore fetale è possibile dalla seconda metà della gravidanza: "Le prove scientifiche disponibili rendono possibile, anche probabile, che la percezione del dolore fetale si verifichi molto prima della gestazione tardiva" ha scritto KJS Anand.
Il fatto che un feto abbia la capacità di provare dolore e sofferenza entra a fa parte del dibattito sull'aborto. Negli Stati Uniti nel 2004 è stato proposto al Congresso, un disegno di legge, l'Unborn Child Pain Awareness Act sostenuto da Sam Brownback, che avrebbe obbligato i medici a informare le donne incinte che i loro feti avrebbero potuto provare dolore durante la procedura e richiedere, pertanto, l'anestesia per il feto; questa proposta di legge, in realtà, non passò.

## Nel regno animale

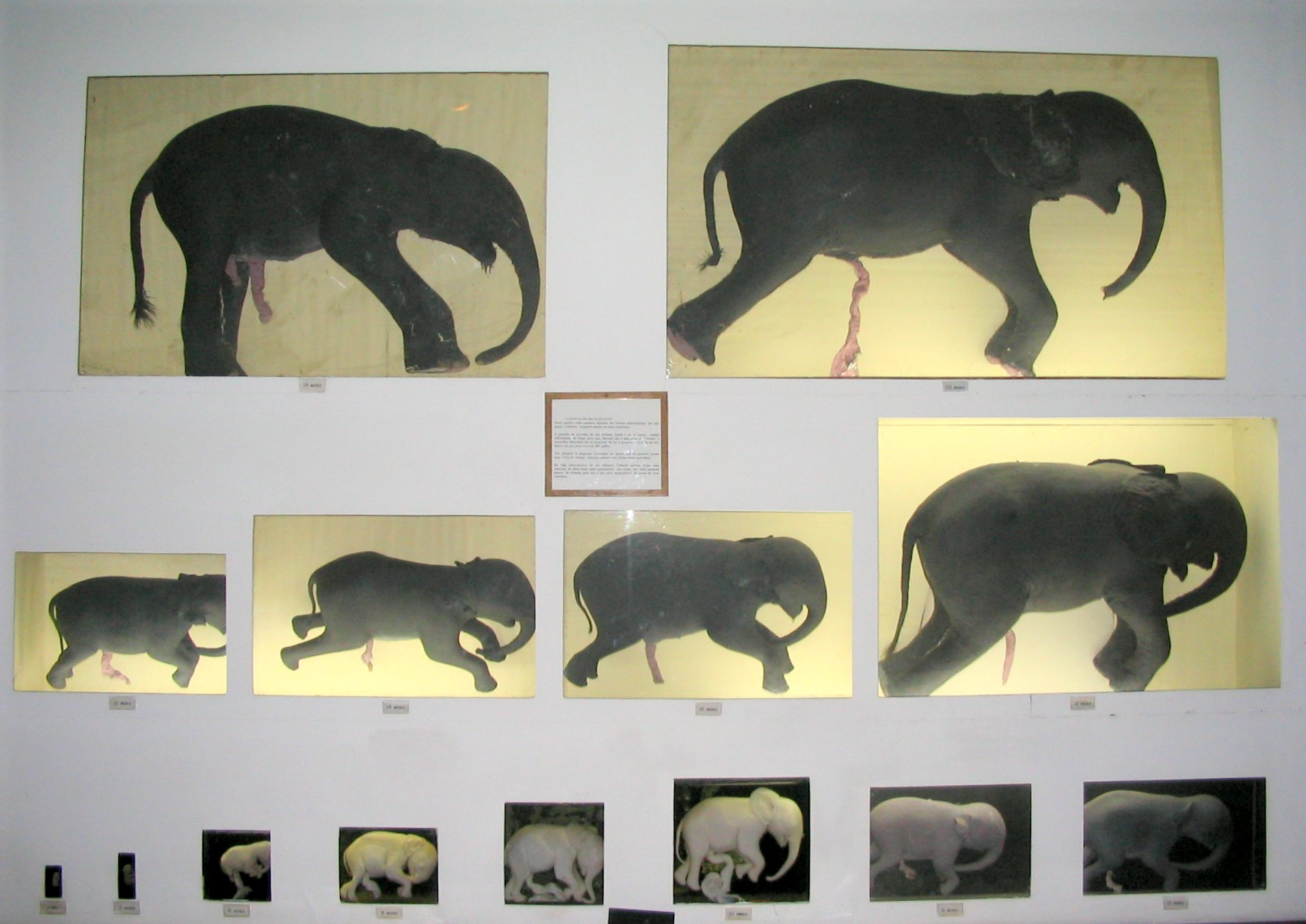
Lo sviluppo prenascita di un elefante

Un feto è uno stadio dello sviluppo prenatale degli organismi vivipari che si trova tra l'embriogenesi e la nascita. Molti vertebrati hanno stadi fetali, e comprendono la maggior parte dei mammiferi ma anche molti pesci. Alcuni invertebrati e molti artropodi danno alla luce giovani vivi. La convergenza dell'evoluzione verso lo stadio fetale mostra che è relativamente facile da sviluppare. Presumibilmente ha origine da un ritardo del rilascio dell'uovo, che si schiude all'interno del genitore prima di essere deposto. Nel tempo, la robustezza del guscio si può essere ridotta fino a diventare poco più di un sacco.
I feti della maggior parte dei mammiferi sono disposti in modo simile al feto umano all'interno delle femmine. Tuttavia, l'anatomia dell'area che circonda il feto può essere diversa rispetto agli umani.
Lo sviluppo prima della nascita varia considerevolmente tra gli animali, anche fra gli stessi mammiferi. Le specie altriciali sono indifese alla nascita e richiedono una considerevole protezione da parte dei genitori. Al contrario, gli animali precociali nascono con gli occhi aperti e sono in grado di muoversi immediatamente per fuggire o difendersi dai predatori. I primati sono precoci alla nascita, con l'eccezione degli umani.
La durata della gestazione nei mammiferi placentati varia da 18 giorni in alcune specie di topi a 23 mesi negli elefanti. In generale, i feti dei mammiferi terrestri più grandi richiedono periodi di gestazione più lunghi.
Il principale beneficio dello stadio fetale è che i piccoli sono più sviluppati al momento della nascita. Pertanto, potrebbero aver bisogno di minori cure parentali e potrebbero essere in grado di badare a se stessi. Tuttavia, il trasporto di feti comporta dei costi per la madre, che deve assumere più cibo per alimentare la crescita della prole, oltre a vedere influenzata anche la sua mobilità.
In alcuni casi, la presenza di uno stadio fetale può consentire agli organismi di far nascere la prole in una stagione favorevole.